# 폴란드 상원
폴란드 상원(폴란드어: Senat 세나트[*])은 폴란드의 입법부인 국민의회를 구성하는 의원이다.

## 같이 보기
- 폴란드 하원